# Kolarstwo na Letniej Uniwersjadzie 2011 – cross-country kobiet
Cross-country kobiet w kolarstwie górskim na Letniej Uniwersjadzie 2011 został przeprowadzony 15 sierpnia 2011. Łączny dystans do pokonania wynosił 21,2 km. Do rywalizacji przystąpiło 7 zawodniczek z 6 państw.

## Wyniki[1]
| Legenda | Legenda                           | Legenda | Legenda                  | Legenda | Legenda         | Legenda | Legenda                                               |
| ------- | --------------------------------- | ------- | ------------------------ | ------- | --------------- | ------- | ----------------------------------------------------- |
| DNF     | Zawodnik nie ukończył rywalizacji | DNS     | Zawodnik nie wystartował | DSQ     | Dyskwalifikacja | OTL     | Zawodnik nie ukończył rywalizacji w określonym czasie |

| Poz. | Zawodnik             | Reprezentacja    | Czas          |
| ---- | -------------------- | ---------------- | ------------- |
|      | Ksenia Kiriłłowa     | Rosja            | 1:12:24       |
|      | Maaris Meier         | Estonia          | 1:14:11       |
|      | Melanie Gay          | Szwajcaria       | 1:19:45       |
| 4    | Tatjana Kaliakina    | Litwa            | 1:29:11       |
| 5    | Nadieżda Kaczuszkina | Rosja            | 1:30:35       |
| 6    | Masami Noma          | Japonia          | - 2 okrążenia |
|      | Yoo Da-jeong         | Korea Południowa | DNF           |